# Theta Aquilae
Theta Aquilae (Tseen Foo, Thanih Ras al Akab, Secunda Capitis Vulturis, 65 Aquilae) é uma estrela binária na direção da constelação de Aquila. Possui uma ascensão reta de 20h 11m 18.26s e uma declinação de −00° 49′ 17.3″. Sua magnitude aparente é igual a 3.24. Considerando sua distância de 287 anos-luz em relação à Terra, sua magnitude absoluta é igual a −1.48. Pertence à classe espectral B9.5III. É uma estrela variável suspeita e é um sistema binário espetroscópico.